# Мексиканская мафия
Мексиканская мафия, также известная как La Eme (рус. Ла Эмэ) — мексиканская преступная организация, одна из старейших и могущественнейших тюремных банд США.

## История
Мексиканская мафия была создана в конце 1950-х членами уличной банды мексиканцев, заключённых в тюрьме Дьюэл, расположенной в городе Трайси, Калифорния.
Основателями банды стали тринадцать мексикано-американцев из Восточного Лос-Анджелеса, несколько из которых являлись членами банды Маравила. Сами себя они именовали Мексиканеми, что переводится с языка науатль как «тот, кто шагает с Богом в сердце». Основателем банд стал Луис «Хуеро Буйвол» Флорес, ранее член Банды гавайских садов.
Несмотря на то, что Мексиканская мафия была отчасти создана, чтобы проявить уважение к цивилизациям Майя и Ацтеков, её главной целью была защита своих членов от других заключённых, равно как и от охранников. Тюрьму Дьюэл считали «университетами» заключённых, где они могли развивать свои навыки драки, наркобизнеса и создания оружия.
Изначально Луис Флорес принялся вербовать самых жестоких бандитов, с тем, чтобы создать внушающую страх организацию, способную захватить контроль над чёрным рынком тюрьмы. В ответ на все возрастающее насилие Департамент Тюрем перевёл некоторых членов Мексиканской Мафии в другие тюрьмы, включая и тюрьму Сан-Квентин. Этот ход властей непреднамеренно поспособствовал Мексиканской Мафии завербовать новых членов в тюрьмах и учреждениях для малолетних преступников.

## Преступная деятельность
Мексиканская мафия это организация, занимающаяся вымогательствами, наркотрафиком и убийствами как внутри, так и за пределами тюрем. Согласно ФБР, Мексиканская мафия зачастую нанимает членов Арийского братства (нацистскую группировку белых) для выполнения заказных убийств. Ла Эме и Арийское братство являются общими врагами афроамериканской банды Чёрная партизанская семья.
Первое убийство на воле было совершенно Мексиканской Мафией в Лос-Анджелесе в 1971 году. Ответственным за убийство был белый член банды Маравила Джо «Пеглег» Морган. Морган был широко уважаем в кругу Мексиканской мафии и впоследствии стал одним из её лидеров. Его связи с поставщиками кокаина и героина из Мексики помогли Мексиканской мафии положить начало широкому распространению наркотиков в Калифорнии. В 70-е, под предводительством Руди Кадены, банда захватила контроль над некоторыми общественными группами и сумела при их участии воровать деньги, предназначенные для финансирования программ по борьбе с алкоголем и наркотиками.
В 1995 году федеральные власти осудили 22 членов Мексиканской мафии по обвинениям закона РИКО (закон «О подпавших под влияние рэкетиров и коррумпированных организациях»), включавшим в себя вымогательства, убийства и похищения людей. Один из арестованных, Бенджамин «Топо» Петерс, предположительно являлся одним из руководителей организации и был втянут в борьбу за власть с Рубеном «Тупи» Эрнандесом.
В 2006 году против членов Мексиканской мафии было выдвинуто обвинение по 36 статьям. Аресты произошли на основании предполагаемых актов насилия, торговли наркотиками и вымогательства против более мелких латиноамериканских уличных банд. По утверждениям федерального обвинения Мексиканская мафия обладает сильным влиянием как в тюрьмах штата, так и в федеральных тюрьмах.
Члены и сторонники банды остаются крайне лояльны к организации как в тюрьме, так и за её пределами, особенно в таких городах юга Калифорнии как Лос-Анджелес и Сан Диего. Банда завоёвывает своё влияние над бандами юга Калифорнии под угрозой насилия по отношению к их членам, если они когда-либо попадут за решётку. Банды и торговцы наркотиками, отказывающиеся платить Мексиканской мафии за «крышу», часто подвергаются нападениям и угрозам убийства. Высокопоставленные члены Ла Эме, закрытые в своих камерах по 23 часа в день, все же умудряются передавать приказы, либо выстукивая коды по водосточным трубам, либо с помощью тайных писем.

## Членство
Хотя Мексиканская мафия, это структурированное криминальное сообщество, по всей видимости, управляет ей единственный лидер. Около 150 членов организации имеют власть заказывать убийства, и по крайней мере 1000 выполнять их приказы. Общее количество членов Ла Эме в США насчитывает около 30,000 человек. Построенная по модели сицилийской мафии, Мексиканская мафия имеет военизированную структуру, включающую звания генералов, капитанов, лейтенантов и сержантов. Ниже сержантов располагаются солдаты, которых часто именуют «carnales» («мясо»).
Члены Мексиканской мафии должны проявлять лояльность к ней, то есть участвовать в её тестах, зачастую совершая грабежи и убийства. Наказанием за отказ выполнения или провал в выполнении приказов зачастую является смерть. Согласно уставу Мексиканской мафии, её члены также могут быть убиты либо наказаны за совершение следующих четырёх нарушений: стукачество, мужеложство, трусость и неуважение к другим членам. Согласно политике Мексиканской мафии её член не может быть убит без одобрения трёх её членов, однако убийства не-членов не требует формального одобрения.
В 1960-е в тюрьме Сан Квентин, Луис Флорес и Руди «Шайен» Кадена установили кровную клятву при вступлении в ряды Мексиканской мафии. До установки правила кровной клятвы членам Мексиканской мафии разрешалось возвращаться обратно в уличные банды после выхода из тюрьмы. Новая клятва ясно заявляла, что единственный путь выхода из Мексиканской мафии — смерть. Флорес и Кадена также установили целый ряд правил. Они включали в себя следующее: новый член должен быть предложен старым членом; единогласное согласие всех членов на вступление новичка (более не действует); предпочтение не только семье но и мафии; отрицание существования Мексиканской мафии при общении с представителями закона и не членами; забыть об уличных конфликтах, существовавших до заключения. Убийство члена мафии за нарушение правил должно быть совершено мафиозным членом, предложившим его.
Наряду с Калифорнией (основной базой деятельности), Мексиканская мафия присутствует и в Техасе, Аризоне и Нью-Мексико.

## Союзники и враги
Основными союзниками некоторых мексиканских мафиози являются некоторые члены Арийского братства. Главными врагами Мексиканской мафии являются Нуэстра Фамилия и Чёрная партизанская семья.

## Символы
Изображение чёрной руки является основным символом мексиканской мафии. Одним из символов банды, часто используемых в татуировках, является национальный символ Мексики (орёл и змея) поверх горящего круга над скрещёнными ножами. Члены мексиканской Мафии используют номер 13 как идентификацию бригады, поскольку буква «M», обозначающая название La eMe — тринадцатая в латинском алфавите. Мексиканские мафиози также носят чёрную одежду.